# Spanngitterröhre

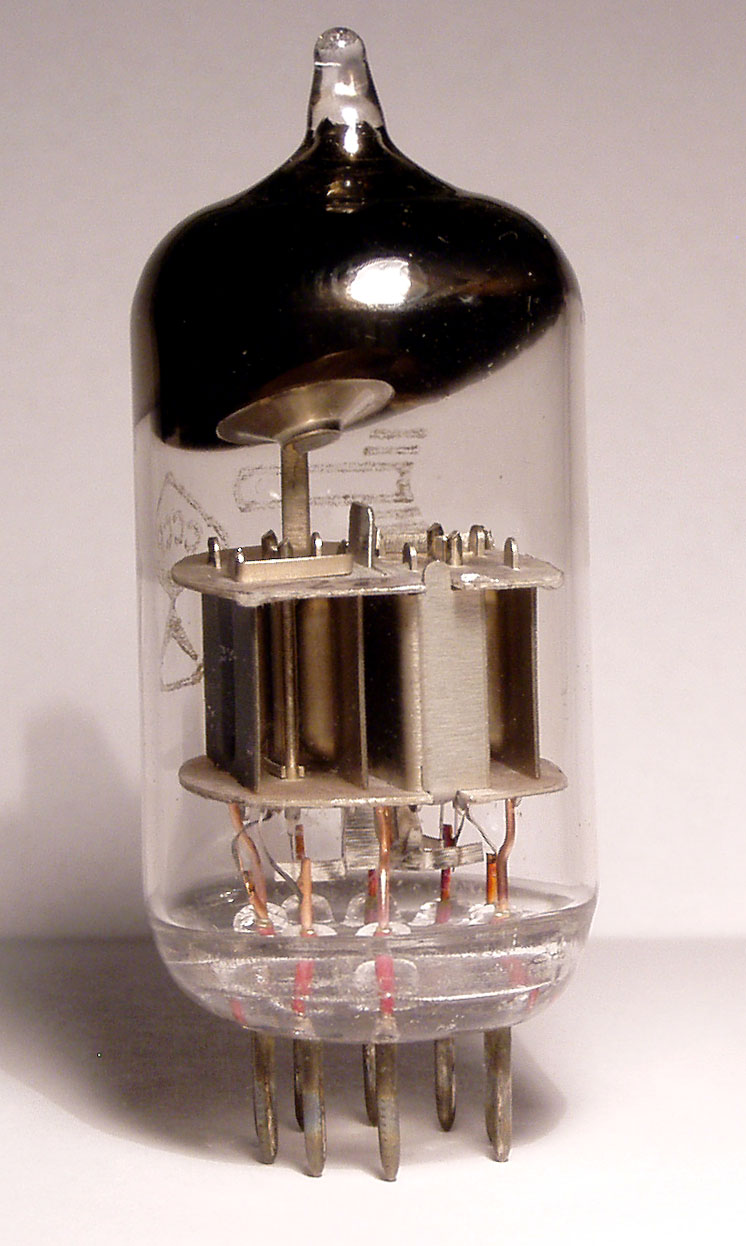
Detailansicht eines Triodensystems der Spanngitterröhre 6N23P aus russischer Fertigung

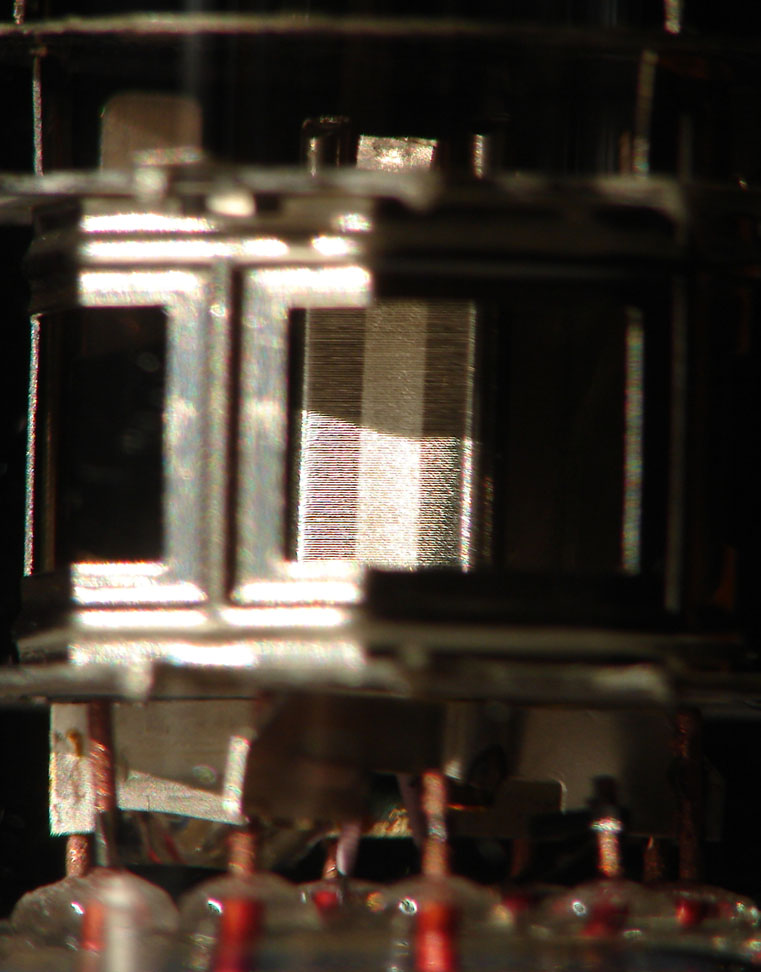
Ansicht einer Spanngitterröhre PC88, verwendet in den frühen 1960er Jahren als Eingangsstufe im UHF-Tuner von Fernsehgeräten.

Eine Spanngitterröhre ist eine Elektronenröhre, bei der die Drähte, die das Steuergitter bilden, nicht wie herkömmlich die Form einer Wendel haben, sondern straff in geringem Abstand über der Kathode gespannt sind.
Der Gitterdraht ist besonders dünn (ca. 7,5 µm) und wird entsprechend dicht und straff um den Gitterrahmen gewickelt („gespannt“). Der Gitterrahmen besteht aus zwei Gitterholmen aus Molybdän als Träger, um die die Drähte, ebenfalls aus (vergoldetem) Molybdän, gewickelt werden, und vier Stegen, die die Holme maßhaltig miteinander verbinden. Die Holme haben einen etwas größeren Durchmesser als die Dicke der – meist rechteckigen – Kathode. Die Fixierung der feinen Gitterwindungen erfolgt mit Glaslot, da durch die niedrige Verarbeitungstemperatur keine wesentliche mechanische Beeinflussung des Rahmens erfolgt.
Die Erfindung der Spanngittertechnik war ein großer Entwicklungssprung in der Röhrentechnik. Wie bei vielen technischen Entwicklungen entstand die Idee des Spanngitters im Zweiten Weltkrieg aus der Notwendigkeit, die obere Grenzfrequenz von Hochfrequenzröhren weiter zu kürzeren Wellenlängen hin zu verschieben. Aber erst im Jahr 1952 begann Siemens mit der Serienfertigung der ersten europäischen Spanngitterröhre C3g, die vorwiegend im Telefonieweitverkehr eingesetzt wurde, wo bedingt durch die hohen Signalverluste sowohl hohe Verstärkung als auch hoher Störspannungsabstand gefordert werden.
Spanngitter können feiner gefertigt werden, da die Drähte sich nicht wie beim Kerbgitter selbst tragen müssen, sie können einen geringeren Windungsabstand als auch einen wesentlich geringeren Durchmesser haben. Der Abstand zwischen Kathodenrohr und Gitterdrähten beträgt nur etwa 0,04 mm. Das Ergebnis ist:
- wesentlich höhere Steilheit
- geringere Eingangskapazität, geringere Raumladungszone, damit höhere Grenzfrequenzen
- kaum Mikrofonie (steifer Rahmen, Resonanzfrequenz der Gitterdrähte >20 kHz, also jenseits der oberen Hörgrenze)
- geringe Rauschzahl

Der offene Systemaufbau ermöglicht jeweils einen direkten Blick auf die gewickelten Spanngitter. Man kann die vergleichsweise dicken Gitterstäbe (Holme) erkennen und auch den unteren Steg, der das Gitter unter mechanischer Spannung hält. Deutlich sichtbar sind ebenfalls die der Maßhaltigkeit dienenden typischen Ausprägungen in den beiden Anodenblechen sowie die bei der Doppeltriode vorhandene Abschirmung zwischen den beiden Triodensystemen.
Die bekanntesten Kleinsignalröhren mit Spanngittertechnik sind die Trioden ECC803S, die ECC88/E88CC, EC86/E86C, EC88/E88C und deren P-Äquivalente, sowie die HF-Pentoden EF184/EF183. Es gab jedoch noch zahlreiche weitere Spanngitterröhren.
Im Leistungsröhrenbereich verdient die Endpentode EL503 Erwähnung. Sie war die letzte europäische Entwicklung einer NF-Leistungspentode in Spanngittertechnik und wurde 1965/66 von Philips auf den Markt gebracht. Letztendlich konnte sie sich aber gegenüber der schon entwickelten Transistortechnik nicht mehr durchsetzen. Selbst der Versuch einer Neuauflage scheiterte. Die PL802 war die letzte und am höchsten entwickelte Breitbandpentode für Videosignalverstärker in Farbfernsehempfängern.
Die Spanngitterröhren vom Typ ECC88 und ECC803S erkennt man an einer charakteristischen Vertiefung im Anodenblech, um einen kleinen Abstand zwischen dem aktiven Bereich der Anode und dem übrigen System zu erreichen. Ist das verwendete Anodenblech ohne diese Besonderheit oder hat es geprägte Querrippen, handelt es sich meist um eine reguläre Kerbgitterröhre.
Bekannt sind auch die Spanngitterröhren aus amerikanischer (z. B. 6DJ8, 6922) und russischer Produktion sowie die in audiophilen Kreisen verbreitete oben erwähnte 6N23P oder die 6S45P.

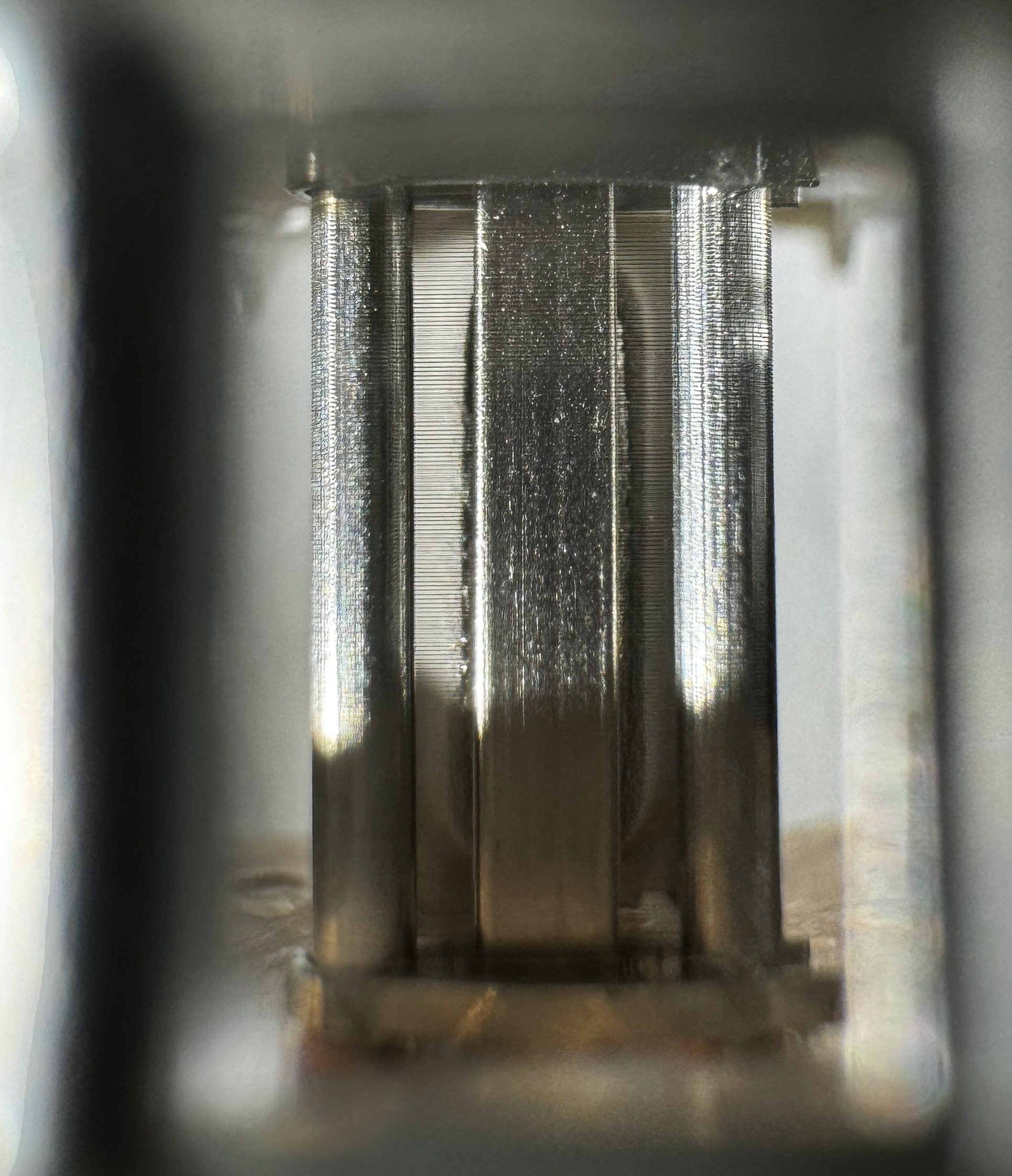
PC88-Steuergitter in eingebautem Zustand
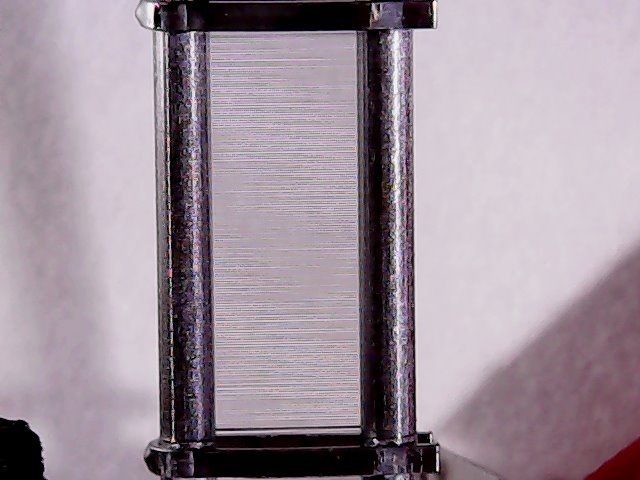
PC88-Steuergitter ausgebaut
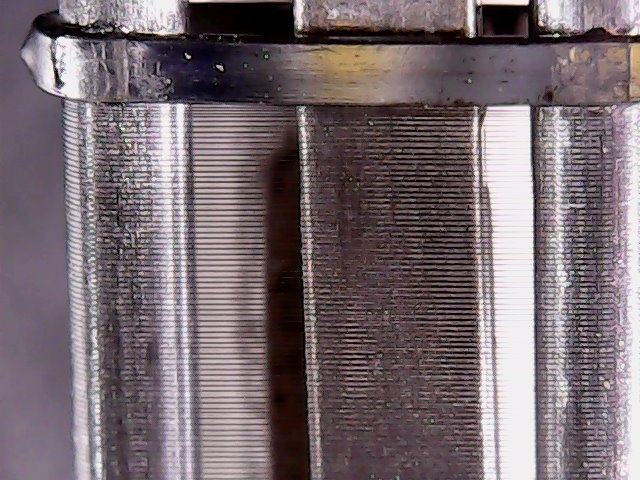
PC88-Steuergitter, Detailansicht